# Euptychia picea
Euptychia picea är en fjärilsart som beskrevs av Butler 1866. Euptychia picea ingår i släktet Euptychia och familjen praktfjärilar. Inga underarter finns listade i Catalogue of Life.

## Bildgalleri

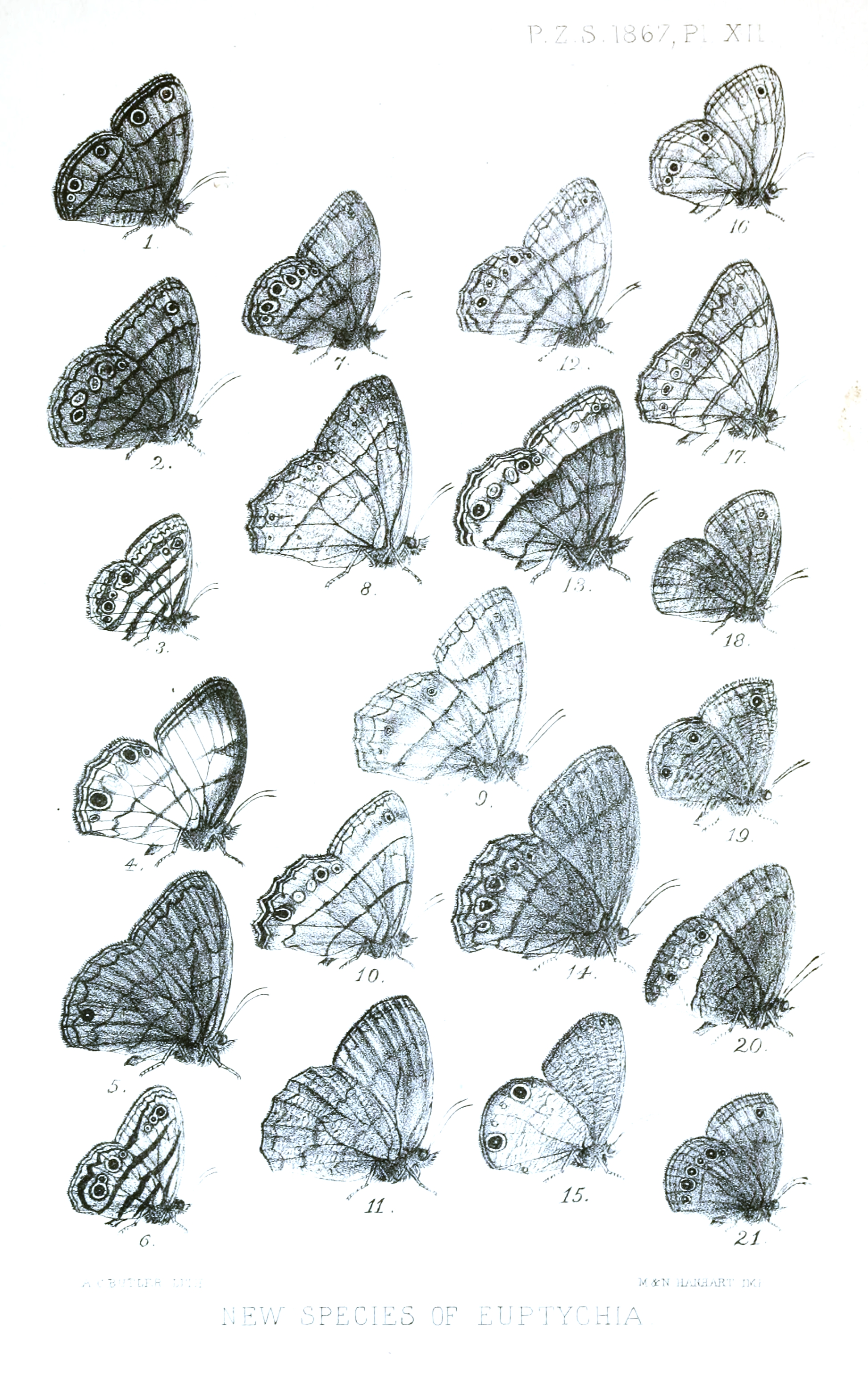